# Щецинська філармонія
Щецинська філармонія (пол. Filharmonia Szczecińska), офіційно називається Філармонічний оркестр імені Мечислава Карловича (пол. Filharmonia im. Mieczysława Karłowicza) — філармонічний оркестр міста Щецин, Польща, який був заснований у 1948 році. У 2015 році нова будівля філармонії була нагороджена Премією Європейського Союзу в галузі сучасної архітектури.

## Історія
Перший концерт під керівництвом Феліціана Ласоти відбувся 25 жовтня 1948 року. У 1958 році філармонії було присвоєно ім'я видатного польського класичного композитора і диригента Мечислава Карловича (1876-1909). До 2014 року філармонія розташовувалася у представницьких приміщеннях міської адміністрації на площі Армії Крайової. З 14 вересня 2014 року новим місцем розташування філармонії є будівля на вул. Малопольській, 48, спроєктована барселонською студією Barozzi Veiga.
Музичний центр займає площу 13 000 квадратних метрів і містить головний концертний зал на 1000 місць, а також менший зал на 200 глядачів і кілька конференц-залів. Характерна крижана форма філармонії та її напівпрозорий фасад з ребристого скла, що надає будівлі білого сяйва вночі, стала новою іконою міста та отримала численні архітектурні нагороди, зокрема, першу премію в престижному конкурсі Eurobuild Awards 2014 в категорії «Архітектурний проєкт року». У 2014 році видатний польський композитор Кшиштоф Пендерецький спеціально написав фанфару для офіційної церемонії відкриття нової будівлі, яку виконав Щецинський філармонічний оркестр.

## Директори
| Особа               | Роки роботи | Роки роботи |
| Особа               | Початок     | Кінець      |
| ------------------- | ----------- | ----------- |
| Януш Цеґелла        | 1953        | 1955        |
| Юзеф Вількомирський | 1955        | 1971        |
| Стефан Марчик       | 1971        | 1990        |
| Ярослав Ліпке       | 1990        | 1994        |
| Ядвіґа Іґель-Сак    | 1994        | 2006        |
| Анджей Орил         | 2006        | 2012        |
| Дорота Серва        | 2012        |             |